# Liverpool College of Art

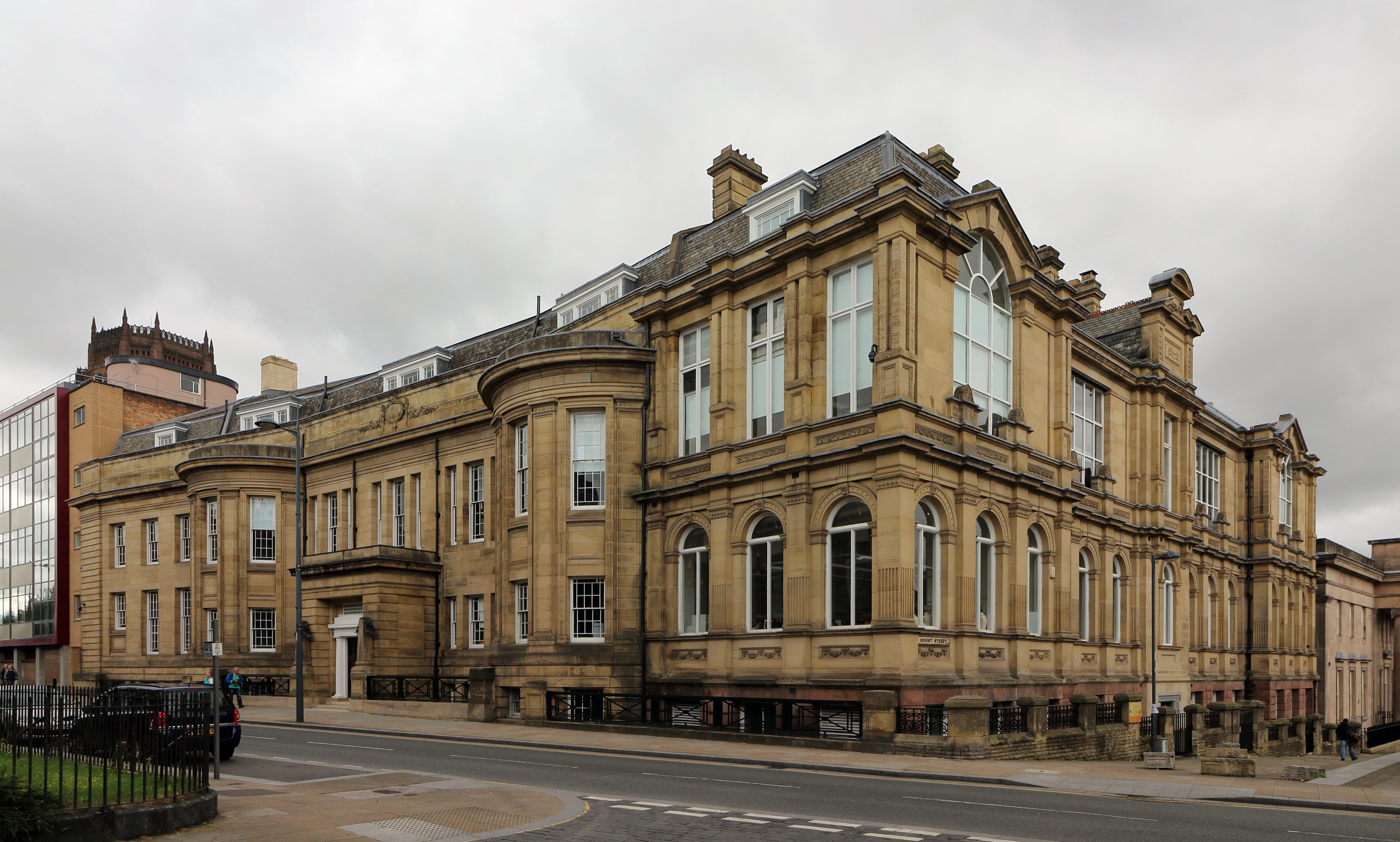
Vista del antiguo edificio del Liverpool College of Art desde Blackburne Place. El edificio ahora es propiedad de LIPA.

El Liverpool College of Art fue una universidad de arte que estaba ubicada en 68 Hope Street, en Liverpool, Inglaterra. La universidad estaba ubicada en un edificio catalogado de Grado II, que aún se mantiene en pie. El edificio original, frente a Mount Street, fue diseñado por Thomas Cook y terminado en 1883. La ampliación a lo largo de Hope Street, diseñada por Willink y Thicknesse, se inauguró en 1910. El edificio fue hasta 2012 propiedad de la  Universidad de Liverpool John Moores. La Escuela de Arte y Diseño de la universidad (anteriormente conocida como Liverpool College of Art) se mudó del edificio a nuevas instalaciones en la Academia de Arte y Diseño en 2008. 68 Hope Street también alberga actualmente la Facultad de Humanidades y Ciencias Sociales.
Entre sus antiguos alumnos se encuentran John Lennon, Cynthia Lennon, Maurice Cockrill, Ray Walker, Stuart Sutcliffe, Margaret Chapman, Ruth Duckworth, Phillida Nicholson y Bill Harry. En 1975, Clive Langer, Steve Allen, Tim Whittaker, Sam Davis, John Wood y Roy Holt (una mezcla de estudiantes de Bellas Artes y tutores de la universidad) fundaron la banda fundamental de art rock Deaf School y firmaron un contrato discográfico con Warner Bros Records US después de ser 'descubierto' por el expublicista de los Beatles y director de Warner Bros UK en ese momento, Derek Taylor. Deaf School es reconocida como catalizadora del resurgimiento musical posterior a los Beatles en la ciudad.
El personal del Liverpool College of Art a finales de la década de 1950 (en la época de John Lennon y Stuart Sutcliffe) incluía a Walter Norman, Julia Carter Preston, Arthur Ballard, Charles Burton, Nicholas Horsfield, George Mayer-Marton, ESS English, Alfred K. Wiffen, Austin Davies, Philip Hartas y el entonces director de la universidad, WL Stevenson.
En marzo de 2012, el Instituto de Artes Escénicas de Liverpool (LIPA) anunció que había comprado el antiguo edificio del Liverpool College of Art por 3,7 millones de libras esterlinas para ampliar su espacio de enseñanza.

## Exalumnos notables
- George Adamson
- Margaret Chapman
- Helen Clapcott
- Maurice Cockrill
- Ruth Duckworth
- Bill Harry
- Roy Holt
- John Francis Kavanagh
- Edward Kelly
- Ronald William «Josh» Kirby
- Clive Langer
- John Lennon
- John Meirion Morris
- Alexander MacKenzie
- Lilian Rathmell
- Isabel Rawsthorne
- Sidney Sime
- Stuart Sutcliffe
- Norman Thelwell
- Ray Walker (artista)
- Geoffrey Heath Wedgwood
- John Wood
- James Stirling
- Alison Appleton (diseñadora de cerámica)